# Alocasia kerinciensis
Alocasia kerinciensis är en kallaväxtart som beskrevs av Alistair Hay. Alocasia kerinciensis ingår i släktet Alocasia och familjen kallaväxter. Inga underarter finns listade.